# Francisco Pascual Garrigues Amador
Francisco Pascual Garrigues Amador fou un terratinent i polític valencià, diputat a les Corts Espanyoles durant la restauració borbònica.
El 1872 era un dels principals contribuents i propietaris de la província de València, i el 1874 fou nomenat membre de la Diputació de València pel governador civil. Posteriorment fou novament diputat provincial pel districte Alberic-Alzira el 1882 i el 1886, així com alcalde de Carcaixent en 1882. També fou elegit diputat pel Partit Liberal Fusionista pel districte d'Alzira a les eleccions generals espanyoles de 1893.